# Себастіан з Фельштина
Себастіан з Фельштина (також Roxolanus z Felsztyna (1480—1490, м. Фельштин, нині с. Скелівка, Україна  — 1544—1549, Сянок, нині Польща) — польський композитор, теоретик музики українського походження.

## Біографія
Народився в містечку Фельштин недалеко від Самбора. Завдяки підтримці роду Гербуртів отримав ґрунтовну освіту. Після теологічних студій в Перемишлі навчався на відділі вільних мистецтв (artes liberales) Ягеллонського університету в Кракові. Згодом став професором Ягеллонського університету.
Припускають, що близько 1528 року (з огляду на теологічну освіту) прийняв духовний сан і провадив душпастирську діяльність у Фельштині, Пермишлі та Сяноку. При цьому однак не поривав тісних контактів з Краковом, куди постійно приїздив для презентації та публікації своїх творів та теоретичних праць. Три композиції авторства Себастіана з Фельштина були включені до сталого репертуару Капели Рораристів що існувала в Кракові при королівській катедрі на Вавелі.

## Творчість
Одразу ж після закінчення навчання в Ягеллонському університеті розпочав активну композиторську та педагогічну діяльність. Особливу популярність приніс йому підручник з основ літургійного співу під назвою «Opusculum musice compilatur noviter», що був виданий імовірно 1515 року і до 1539-го п'ять разів перевидавався. Однак надзвичайно вагомими в історії розвитку музично-теоретичної думки як у Польщі, так і в Україні, є ряд трактатів Себастіана з Фельштина, присвячених григоріанському хоралу, проблемам багатоголосся та мензуральної нотації. Серед найважливіших теоретичних праць можна назвати: 

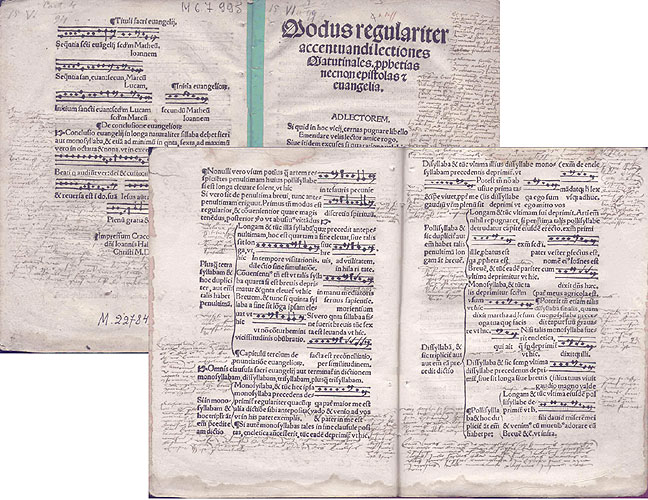
Фото книги Себастіана з Фельштина «Modus regulariter accentuandi lectiones» (цей примірник зберігається в Російській національній бібліотеці)

- Opusculum musice mensuralis (Краків, 1517)
- Modus regulariter accentuandi lectiones (Краків, 1518)
- Opusculum musices noviter congestum
- De musica dialogi VI (Краків, 1536)
- Directiones musicae ad cathedralis ecclesia Premislensis usum (Краків, 1543)
- De inventoribus musicae

Водночас, завдяки своїм композиціям, Себастіан з Фельштина вважається одним з найвидатніших творців польського музичного ренесансу. Писав переважно релігійну вокальну музику. Його мотети, що збереглись до наших днів, є найстарішими зразками чотириголосної поліфонії в Польщі та Україні.
Найголовніші музичні твори це:
- Alleluja ad rorate cum prosa Ave Maria
- Alleluja felix es sacra virgo Maria
- Popule meus
- Prosa ad Rorate

Найвідомішим серед його учнів був Мартин Леополіта (Martinus Leopolita, Marcin Leopolita, (нар. бл. 1530 (іноді вказують 1540) — помер бл. 1589)), який в 1560-64 був придворним музикантом короля Сигізмунда II Августа. Під його впливом також творили: Миколай з Кракова (Mikołaj z Krakowa), Христофор Борек (Krzysztof Borek), Вацлав з Шамотуль (Wacław z Szamotuł), Мартин Вартецький (Marcin Wartecki), Христофор Клабонь (Krzysztof Klabon), Томаш Шадек (Tomasz Szadek), Мартин Палігон (Marcin Paligon), Валентин Гавара (Walentyn Gawara) та багато інших.
Творчість Себастіана з Фельштина справила також значний вплив на розвиток української музичної культури, зокрема, у становленні багатоголосного церковного співу.